# Secure Payment Technologies
Die Secure Payment Technologies GmbH (SPT) mit Sitz in Innsbruck/Österreich wurde 2011 von Michael Suitner gegründet, um eine mobile Zahlungslösung ohne Verarbeitung von sensiblen Kundendaten (Kontoverbindung, Kartendaten, persönliche Daten) zu entwickeln und am Markt zu etablieren. Die Markteinführung erfolgte 2012 unter den Marken „Secure Shopping / Veropay“. Die Bluecode-Zahlungstechnologie erlangte 2014 patentrechtlichen Schutz und erhielt diverse Auszeichnungen, so z. B. für „Best Usability“ in der Benchmarketing Study 2014 / Mücke & Sturm / München und „Top Produkt Handel 2016“. In weiterer Folge entwickelte sich aus der Secure Payment Technologies GmbH die heutige Bluecode-Gruppe mit dem Europäischen Zahlungssystem Bluecode. Sitz der Blue Code International AG ist in Lachen im Schweizer Kanton Schwyz.

## Geschichte
Suitner erkannte 2011, dass die Einbindung von Smartphones in den Zahlungsverkehr zu großen Herausforderungen bezüglich Datenschutz und Sicherheit führen wird und diese nur mit neuen technologischen Ansätzen zufriedenstellend gelöst werden können. Dazu entwickelte er die proprietäre Bluecode-Zahlungstechnologie, die
- einen vollständig anonymen Zahlungskreislauf aufbaut, womit der Zahler nur im Rechenzentrum seiner Bank identifiziert werden kann.
- den Datenaustausch mit Issuern mittels anonymer ID abwickelt und das Zahlungssystem niemals Kenntnis über sensible Daten des Zahlers erhält.
- dem Kunden einen einmal gültigen, anonymen Token (Bluecode) zur Zahlung zur Verfügung stellt.
- Zahlungen ohne Datenverbindung des Mobilgeräts an den Akzeptanzstellen ermöglicht.
- mit Händlern über deren Kassen-Systeme kommuniziert, anstatt über Zahlungsterminals.

Im Jahr 2012 erfolgte die Markteinführung unter der Marke Secure Shopping / VeroPay in Tirol, Österreich mit der ersten Partnerbank Hypo Tirol Bank AG und dem Händler MPreis (400+ Filialen).
2013–2014 expandierte SPT österreichweit mit den Händlern Merkur, Billa, Bipa, Sutterlüty, ADEG und Hartlauer und ermöglicht über ein SDD-Modell allen Österreichern die Nutzung von Bluecode.
2015–2016 folgten weitere große Händler, wie die SPAR-Gruppe und Hervis.
Zur europaweiten Expansion entwickelte sich das Unternehmen im Jahr 2017 zur Bluecode-Gruppe. 2019 erhielt Bluecode zur weiteren Europäischen Expansion eine Förderung der Europäischen Kommission (SME Instrument) im Ausmaß von rd. 2 Mio. Euro. SPT fungiert als operativer Arm der Bluecode-Gruppe und als Serviceprovider für Bluecode-Issuer und -Acquirer.
2019 hat Secure Payment Technologies zusammen mit sechs anderen Marktteilnehmern mobiler Zahlungslösungen die European Mobile Payment Systems Association (EMPSA) mit Sitz in Zürich gegründet.
Die Expansion nach Deutschland begann 2019 mit der Globus-Gruppe, der 2021 die Drogeriemarktketten Rossmann und Müller folgten.
Im August 2021 wurde bekannt, dass die HYPO Oberösterreich zur Partnerbank wurde.
Für das Jahr 2022 war die Interoperabilität mit dem schweizerischen Zahlungssystem Twint vorgesehen. Damit könnte das Bluecode-System künftig auch in der Schweiz und umgekehrt Twint in Deutschland und Österreich genutzt werden.

## Funktionsweise
Wenn das Verfahren nicht von der eigenen Bank zur Verfügung gestellt wird, stellt die Verfahrensentwicklerin einen eigenen Abwicklungsdienstleister (engl. Acquirer) zur Verfügung, welcher im Lastschriftverfahren das Geld von der eigenen Bank einzieht. Falls das Zahlungsverfahren nicht in einer händlerspezifischen App integriert ist, kann auch die App eines teilnehmenden Zahlungsdienstleisters oder eine eigenständige App des Dienstleisters benutzt werden. Diese App ist für Apple (ab iOS 8) und Android (ab Version 4.4) verfügbar. Die Benutzer müssen mindestens 18 Jahre alt sein. Nach der Eingabe einer persönlichen PIN zeigt die Blue Code-App einen Strichcode, der von einem Kassenscanner eingelesen werden kann. Die Bezahlung erfolgt per Lastschrifteinzug über das mit der App verknüpfte Girokonto des Nutzers. Unmittelbar nach der Zahlung bekommt man zur Kontrolle eine Nachricht auf der App, dass die Zahlung erfolgreich war und welcher Betrag abgebucht wurde. Die Zahlungen werden in einer Liste in der App gespeichert. Der Schwerpunkt zur Verbreitung des Systems wird in der Integration der Funktion in Apps von Händlern gesehen. Das System ist z. B. bei den Apps von Billa und Merkur sowie in Deutschland bei Globus und Galeria Kaufhof enthalten. Zudem existiert seit 2018 eine Partnerschaft mit Alipay sowie der deutschen Sparkassen-Finanzgruppe.

## Auszeichnungen
- Usability, Platz 1 für VeroPay / Bluecode[22]
- Bronze für Bluecode beim „Top Produkt Handel 2016“[23]